# Grass Cay
Grass Cay je otok u sastavu Američkih Djevičanskih otoka. Nalazi se između otoka Saint Thomas i Saint John. Dug je otprilike 2.5 km i širok 200 metara. Nema stalnih stanovnika.